# Смъртоносна битка – легенди: Отмъщението
„Смъртоносна битка – легенди: Отмъщението“ (на английски: Mortal Kombat Legends: Scorpion's Revenge) е американски издаден директно на видео анимационен филм за бойни изкуства от 2020 г., базиран на поредицата „Mortal Kombat“, създаден от Ед Бун и Джон Тобиъс. Анимиран е от южнокорейското студио „Мир“ и е продуциран от „Уорнър Брос Анимейшън“. Той е първият филм от поредицата „Легенди“ и първият анимационен проект от поредицата Mortal Kombat след анимационния сериал през 1996 г. Също така е първият филм на Mortal Kombat, който е с рейтинг R от MPA.
Филмът е пуснат на 14 април 2020 г. на дигитално изтегляне, и на 28 април в 4K Ultra HD Blu-ray, Blu-ray, и DVD. Продължението – „Смъртоносна битка – легенди: Битка на царства“, е пуснат на 31 август 2021 г.

## В България
В България филмът е излъчен на 19 декември 2022 г. по Би Ти Ви Екшън с български войсоувър дублаж, записан в Саунд Сити Студио. Екипът се състои от:
| Озвучаващи артисти  | Елена Грозданова Станислав Пищалов Николай Пърлев Христо Чешмеджиев Георги Тодоров |
| Преводач            | Силвия Вълкова                                                                     |
| Тонрежисьор         | Светослав Димитров                                                                 |
| Режисьор на дублажа | Тодор Георгиев                                                                     |